# Тоф
Тоф (на английски: Toph) е измислена героиня от анимационния сериал на Никелодеон „Аватар: Повелителят на четирите стихии“.
Тоф е 12-годишно сляпо момиче. Тя е единствено дете в богатото семейство Бейфонг (което означава летящ глиган). Въпреки недъга си, тя овладява невероятно добре земната сила с помощта на язовецокъртите, които са първите повелители на земята. Тя се бие тайно от родителите си на местната арена за земни повелители, където е ненадмината шампионка под името Сляпата бандитка. Именно там Анг я открива и след известно време Тоф се съгласява да бъде негов учител, понеже той настоява именно тя да му преподава, заради негово видение. Тоф развива специални умения, като едно от тях е овладяването на метала, което се счита за невъзможно до момента и става забележителен земен повелител.
В книга втора и трета от поредицата, Тоф учи Aнг на земно повеляване.
Тоф участва и в продължението на „Аватар: Повелителят на четирите стихии“, а именно „Аватар: Легенда за Кора“. Там тя има две дъщери – Сю и Лин Бейфонг. Те са полусестри-от една и съща майка, но от различни бащи. В последния сезон (книга) тя се среща с Аватар Кора и ѝ помага да измъкне от тялото си останалата отрова на Червения лотос. Също така и я научава да намира хората посредством тяхната чи енергия. Въпреки че Тоф вече е на преклонна възраст, тя все още е невероятен повелител на земята и метала и помага на Лин, Опал и Болин да спасят Сю и семейството им. След това ги спасява от залавянето на превъзхождащата ги числено армия на Кувира. След това заявява, че няма да участва в повече битки, защото нейното време е отминало вече и че е направила това, за да спаси семейството си.
Шаблон:Анимация